# Damir Kahriman
Damir Kahriman (in serbo Дaмиp Kaxpимaн?; Belgrado, 19 novembre 1984) è un ex calciatore serbo, di ruolo portiere.

## Carriera

### Club
Inizia la carriera di professionista nel 2002 con lo Sloboda Užice. Nel 2007 con il Vojvodina Novi Sad raggiunge la finale della Coppa di Serbia in cui viene sconfitto dalla Stella Rossa.
Nel gennaio 2008 si trasferisce in Turchia, al Konyaspor.

### Nazionale
Ha partecipato ai Campionati europei Under-21 2007, titolare della Nazionale serba Under-21, con cui ha raggiunto la finale, persa contro l'Olanda.
Nel 2008 ha esordito con la Nazionale maggiore.

## Palmarès

### Club

#### Competizioni nazionali
- Campionato serbo: 1

Stella Rossa: 2017-2018